# Dipartimento di Man
Il dipartimento di Man è un dipartimento della Costa d'Avorio situato nella regione di Tonkpi, distretto di Montagnes.
La popolazione censita nel 2014 era pari a 334.166 abitanti. 
Il dipartimento è suddiviso nelle sottoprefetture di Bogouiné, Fagnampleu, Gbangbégouiné-Yati, Logoualé, Man, Podiagouiné, Sandougou-Soba, Sangouiné, Yapleu, Zagoué e Ziogouiné.